# Bellidastrum
Bellidastrum là một chi thực vật có hoa trong họ Cúc (Asteraceae).

## Loài
Chi Bellidastrum gồm các loài: